# 郑州升达经贸管理学院
郑州升达经贸管理学院是河南省郑州市的一所民办普通本科院校。

## 校史
该校前身是由河南籍台湾教育家王广亚博士为董事长的台北广兴文教基金会与郑州大学合作兴办的郑州大学升达经贸管理学院。2011年4月，被教育部批准为独立设置的民办普通本科高校。

## 院系设置
学校现有10个系，47个本科专业（含方向）。
- 金融贸易系
- 会计系
- 管理系
- 商学系
- 信息工程系
- 外国语言文学系
- 文学法律系
- 艺术系
- 建筑工程系
- 体育系

## 引用文献
1. ↑  .   [2016-07-08]. （原始内容存档于2017-03-05）.
2. ↑  .   [2016-07-08]. （原始内容存档于2015-11-14）.